# Pachira brevipes
Pachira brevipes är en malvaväxtart som först beskrevs av Robyns, och fick sitt nu gällande namn av Alverson. Pachira brevipes ingår i släktet Pachira och familjen malvaväxter. Inga underarter finns listade i Catalogue of Life.